# Tajmyrien
Tajmyrien eller Tajmyr är ett tidigare autonomt okrug (distrikt) i norra Ryssland. Vid en folkomröstning som hölls den 17 april 2005 beslutades det att Tajmyrien skulle slås samman med Krasnojarsk kraj, vilket genomfördes den 1 januari 2007. Området har numera en särskild status inom detta kraj. Det har en yta på 862 100 km² och en befolkning på 37 768 invånare (1 januari 2008). Det kallades även Dolgano-Nentsien efter de två ursprungsfolken dolganer och nentser. Huvudort är Dudinka. 
Området ingår i naturreservatet "Bolsjoj Arktitjeskij gosudarstvennyj prirodnyj zapovednik" (Stora arktiska naturreservatet).